# Alcohol and Tobacco Tax and Trade Bureau
L'Alcohol and Tobacco Tax and Trade Bureau, abrégé en Tax and Trade Bureau ou TTB, est une administration dépendant du département du Trésor des États-Unis. Le 24 janvier 2003, le Homeland Security Act de 2002 sépara le Bureau of Alcohol, Tobacco and Firearms (ATF) en deux organisations aux fonctions distinctes.
L'Alcohol and Tobacco Tax and Trade Bureau (TTB) fut placé sous la tutelle du département du Trésor, et le texte transféra certaines fonctions d'application de la loi du Trésor au département de la Justice, qui devint l'organisme mère de l'ATF, renommé Bureau of Alcohol, Tobacco, Firearms and Explosives.